# Château du Rateau

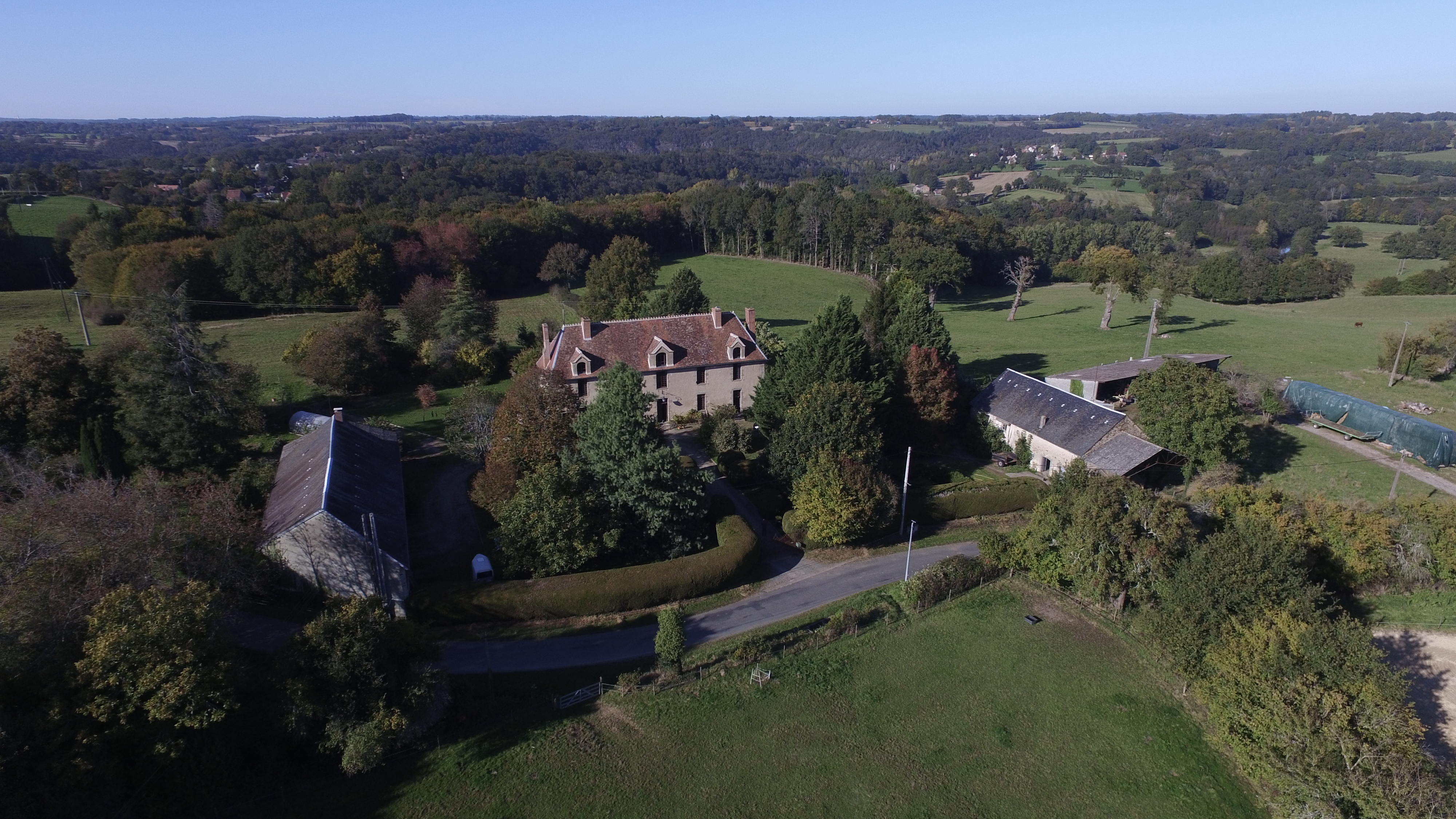
Bâtiments actuels

Le château du Rateau est situé au lieu-dit le Rateau sur la commune de Bonnat à environ 8 km à l'Ouest de Genouillac (entre Guéret et l'Indre dans le département de la Creuse et la région Nouvelle-Aquitaine.

## Historique
La première mention du Rateau en tant que seigneurerie est de 1470
Différents livres terriers de cette seigneurie sont disponibles aux archives départementales de la Creuse s’étalant de 1506 à 1771.

### Chronologie des seigneurs du Rateau
Antoine de la Soubmaigne, écuyer, seigneur du Rateau, 1470.
Louis de Soubmaigne, écuyer, seigneur du Rateau, 1506-1521.
Léonet de Chizadour, écuyer, 1540, seigneur du Rateau et d’Aubepeyre.
Son fils Jacques marié à Françoise de Carbonnières, dont la fille Françoise épousa Louis de Gourdon de Genouillac qui devint seigneur du Rateau.
Louis-François de Gourdon de Genouillac, marquis de Castelnau, seigneur d’Aubepeyre, vendit par acte du 24 décembre 1638, la terre du Rateau ("Comprenant: métairies, bois, dîmes, moulin banal et écluse sur la petite Creuse, hommes serfs et autres sujets au dit moulin, relevant à foi et hommage-lige de la baronnie de Malval".) pour 10 500 livres, à Étienne Tournyol, seigneur du Bouchet, avocat du roi en la sénéchaussée de Guéret.
Son fils François, seigneur du Rateau, marié en 1700 à Mlle de Biencourt, dont Guillaume, seigneur du Rateau, conseiller-secrétaire du roi (1731), marié à Thérèse Rochon, dont François, seigneur du Rateau, marié en 1755 à Jeanne Peschaut, dont Henri-Étienne, seigneur du Rateau, capitaine de dragons, chevalier de Saint-Louis, marié en 1771 à Anne Midre de la Chabanne.

### Pendant la seconde guerre mondiale
Le château du Rateau était le lieu de rassemblement et de formation de différents groupes qui ont constitué la 2e Compagnie Franche des Corps Francs de la Libération avec son chef le capitaine Roger Biton, un enfant du pays. Cette compagnie, avec l’aide de l’armée secrète constituée par son chef de secteur Charles Chareille, parmi une de ses nombreuses missions, a obtenu la reddition de la kommandantur qui occupait l’Hôtel Saint François à Guéret. Le samedi 3 octobre 2001, une plaque en souvenir de la 3e Compagnie Franche et son chef Roger Biton a été dévoilée sur le mur de la grange du château et est visible de la route.

## Architecture
Château et fief. En 1506, le château avait deux étages, 4 tournelles et une tour au devant. Il était entouré de fossés.
Ce petit château fut transformé profondément au XVIIIe.

## Alentours
Le château du Rateau est situé à environ 1 000 mètres de la Baronnie de Malval.